# Selenicereus donkelaarii
Selenicereus donkelaarii là một loài thực vật có hoa trong họ Cactaceae. Loài này được (Salm-Dyck) Britton & Rose miêu tả khoa học đầu tiên năm 1917.